# Басинск
Басинск — посёлок в Лиманском районе Астраханской области России, в составе рабочего посёлка Лимана (административно-территориальной единицы и муниципального образования), до 1 января 2022 года в составе Басинского сельсовета (административно-территориальной единицы и сельского поселения).

## География
Посёлок расположен на севере Лиманского района, на берегу ильменя Корожий, в 5 км к северо-востоку от села Басы.

## История
Посёлок возник в связи со строительством железнодорожной линии Кизляр — Астрахань в 1941—1943 годах. Станция Басинская впервые обозначена на американской карте окрестностей Астрахани 1943 года
В 1969 г. указом президиума ВС РСФСР посёлок железнодорожной станции Басинская переименован в Басинск.

## Население
| 2002 | 2009 | 2010 |
| ---- | ---- | ---- |
| 248  | ↘158 | ↘141 |

Согласно результатам переписи 2002 года большинство населения посёлка составляли чеченцы (79 %)